# SSS*
SSS* jest zoptymalizowanym algorytmem do gier dwuosobowych (algorytmem typu min-max)
autorstwa G. Stockmanna. Algorytm ten jest co najmniej tak dobry jak algorytm alfa-beta, tzn. nigdy nie przegląda wierzchołka ominiętego przez {\displaystyle \alpha -\beta } mogąc dodatkowo poczynić dalsze oszczędności.
Dana jest kolejka priorytetowa OPEN przechowująca stany {\displaystyle (J,s,h),} gdzie {\displaystyle J} – wierzchołek (używana jest notacja Deweya, {\displaystyle \epsilon } oznacza korzeń), {\displaystyle s\in \{L,S\}} – stan rozwiązania dla {\displaystyle J} ({\displaystyle S} oznacza
wierzchołek zamknięty (rozwiązany), a {\displaystyle L} otwarty (nierozwiązany)) oraz {\displaystyle h\in (-\infty ,\infty )} – wartość rozwiązania dla {\displaystyle J.} OPEN jest posortowana zgodnie z malejącą wartością {\displaystyle h.} W przypadku wielu węzłów o tej samej mierze {\displaystyle h,} preferowane są wierzchołki położone po lewej stronie drzewa.
```
   OPEN := { (e,L,inf) }
   powtarzaj
       zdejmij element p=(J,s,h) z wierzchołka OPEN
       jeśli J=e i s=S, zakończ działanie algorytmu, zwracając h
       w przeciwnym przypadku
           zastosuj operator Gamma dla p
```

Operator {\displaystyle \Gamma } dla {\displaystyle p=(J,s,h)} zdefiniowany jest następująco:
```
   jeżeli s=L
       jeżeli J jest wierzchołkiem terminalnym
           (1.) dodaj (J,S,min(h,wartość(J))) do OPEN
       w p.p. jeżeli J jest wierzchołkiem typu MIN
           (2.) dodaj (J.1,L,h) do OPEN
       w p.p.
           (3.) dla j=1..liczba_potomków(J) dodaj (J.j,L,h) do OPEN
   w p.p.
       jeżeli J jest wierzchołkiem typu MIN
           (4.) dodaj (rodzic(J),S,h) do OPEN
                usuń z OPEN wszystkie stany zawierające następników
                    wierzchołka rodzic(J)
       w p.p. jeżeli J=rodzic(J).k i k=liczba_potomków(rodzic(J))
           (5.) dodaj (rodzic(J),S,h) do OPEN
       w p.p.
           (6.) dodaj (rodzic(J).(k+1),L,h) do OPEN
```

## Przykład
Dane jest drzewo gier:
Poniższy wydruk przedstawia działanie algorytmu. Kolumny, w kolejności od lewej do prawej: numer iteracji, przypadek operatora {\displaystyle \Gamma ,} zawartość kolejki OPEN.
```
   1: –  e,L,inf
   2: 2  1,L,inf       2,L,inf       3,L,inf       4,L,inf
   3: 3  1.1,L,inf     2,L,inf       3,L,inf       4,L,inf
   4: 2  1.1.1,L,inf   1.1.2,L,inf   2,L,inf       3,L,inf       4,L,inf
   5: 1  1.1.2,L,inf   2,L,inf       3,L,inf       4,L,inf       1.1.1,S,2
   6: 1  2,L,inf       3,L,inf       4,L,inf       1.1.1,S,2     1.1.2,S,2
   7: 3  2.1,L,inf     3,L,inf       4,L,inf       1.1.1,S,2     1.1.2,S,2
   8: 2  2.1.1,L,inf   3,L,inf       4,L,inf       1.1.1,S,2     1.1.2,S,2
   9: 1  3,L,inf       4,L,inf       2.1.1,S,7     1.1.1,S,2     1.1.2,S,2
  10: 3  3.1,L,inf     4,L,inf       2.1.1,S,7     1.1.1,S,2     1.1.2,S,2
  11: 2  3.1.1,L,inf   4,L,inf       2.1.1,S,7     1.1.1,S,2     1.1.2,S,2
  12: 1  4,L,inf       2.1.1,S,7     1.1.1,S,2     1.1.2,S,2     3.1.1,S,1
  13: 3  4.1,L,inf     2.1.1,S,7     1.1.1,S,2     1.1.2,S,2     3.1.1,S,1
  14: 2  4.1.1,L,inf   2.1.1,S,7     1.1.1,S,2     1.1.2,S,2     3.1.1,S,1
  15: 1  2.1.1,S,7     1.1.1,S,2     1.1.2,S,2     4.1.1,S,2     3.1.1,S,1
  16: 4  2.1,S,7       1.1.1,S,2     1.1.2,S,2     4.1.1,S,2     3.1.1,S,1
  17: 6  2.2,L,7       1.1.1,S,2     1.1.2,S,2     4.1.1,S,2     3.1.1,S,1
  18: 2  2.2.1,L,7     2.2.2,L,7     1.1.1,S,2     1.1.2,S,2     4.1.1,S,2     3.1.1,S,1
  19: 1  2.2.2,L,7     2.2.1,S,6     1.1.1,S,2     1.1.2,S,2     4.1.1,S,2     3.1.1,S,1
  20: 1  2.2.1,S,6     1.1.1,S,2     1.1.2,S,2     4.1.1,S,2     3.1.1,S,1     2.2.2,S,0
  21: 4  2.2,S,6       1.1.1,S,2     1.1.2,S,2     4.1.1,S,2     3.1.1,S,1
  22: 5  2,S,6         1.1.1,S,2     1.1.2,S,2     4.1.1,S,2     3.1.1,S,1
  23: 4  e,S,6
```

Algorytm zakończył działanie po 23 krokach. Nie zostały odwiedzone dwa wierzchołki --- 4.2 i 4.2.1, które to zostały oznaczone kolorem białym na powyższej rycinie.